# Adriano Di Giacomo
Adriano Di Giacomo (Matera, 1936) è un fisico italiano.

## Biografia
Ordinario fuori ruolo di fisica teorica dell'Università di Pisa, di cui è professore emerito, ha dato notevoli contributi alla teoria quantistica dei campi, in particolare in cromodinamica quantistica (QCD) e nelle teorie di gauge su reticolo.
Si è laureato in fisica a Pisa nel 1958 con Luigi Radicati di Brozolo, quale allievo della Scuola Normale Superiore fin dal 1954, dove poi iniziò il corso di perfezionamento in fisica –- l'anno accademico 1958-59 -- in cui ebbe come docenti, fra gli altri, Marcello Conversi, Ernesto Corinaldesi, Carlo Franzinetti e Bruno Touschek.

## Alcuni lavori
- A. Di Giacomo, S. Santucci, "Response to electromagnetic excitations in a quantized field formalism", Nuovo Cimento, 62B (1969) 408.
- A. Di Giacomo, S. Fubini, L. Sertorio, G. Veneziano, "Unitarity in Dual Resonance Models", Physics Letters, 33B (1970) 171 .
- M. Campostrini, A. Di Giacomo, H. Panagopoulos, "The topological susceptibility on the lattice", Physics Letters, B212 (1988) 206.
- A. Di Giacomo, "Topology, Gauge Fields and Lattice", in: Symmetry in Nature. A Volume in honour of Luigi A. Radicati di Brozolo, in due tomi, Quaderni della Scuola Normale Superiore, Pisa, 1989 (ristampa del 2005), Tomo I, pp. 301-308.

## Opere
- Problemi di fisica teorica (con G. Paffuti e P. Rossi), Edizioni ETS, Pisa, 1992 (traduzione inglese: Selected Problems in Theoretical Physics (with solutions), World Scientific Publishing Co., Singapore, 1994).
- Lezioni di fisica teorica, Edizioni ETS, Pisa, 1992.